# Neofaszyzm
Neofaszyzm – skrajnie prawicowy ruch polityczny działający po II wojnie światowej, nawiązujący do faszyzmu. Jego cechami są ekstremalny nacjonalizm, rasizm, ksenofobia oraz opozycja wobec liberalizmu, marksizmu i myśli lewicowej. Gospodarczo neofaszyści promują postulaty charakterystyczne dla prawicowego populizmu. Neofaszyści występują zarówno w krajach, gdzie już niegdyś panował ustrój faszystowski, jak zwolennicy m.in. Francji Vichy i Philippe'a Pétaina we Francji, Ustaszy w Chorwacji, Strzałokrzyżowców i Miklósa Horthy'ego na Węgrzech, a także Żelaznej Gwardii w Rumunii i inni, jak i w krajach w których nigdy nie było takiego ustroju, np. ONR we współczesnej Polsce.     

## Charakterystyka faszyzmu klasycznego
Faszyzm jest charakteryzowany przez:
- totalitarne próby nałożenia kontroli państwowej na wszystkie aspekty życia: społeczne, polityczne, kulturalne i ekonomiczne
- państwo faszystowskie reguluje i kontroluje (zamiast nacjonalizowania) środki produkcji
- faszyzm wynosi państwo jako nadrzędną ponad jednostki, instytucje oraz grupy je tworzące
- faszyzm używa wyraźnej retoryki, wzywa do heroicznego, masowego wysiłku w celu np. odtworzenia minionej potęgi
- wzywa do posłuszeństwa wobec jednego lidera, często prowadzi do kultu jednostki

Faszyzm jest wiązany przez wielu naukowców z jedną lub więcej spośród poniższych charakterystyk:
- wysoki poziom nacjonalizmu[potrzebny przypis], choć niektórzy faszyści zastępują naród np. rasą
- ekonomiczny korporacjonizm
- silny dyktatorski przywódca, który przedstawia naród, państwo albo wspólnotę jako nadrzędną wobec jednostek albo grup je tworzących.

## Ruchy neofaszystowskie kontynuujące tradycję
Najbardziej rozpowszechnionym nurtem neofaszyzmu jest neohitleryzm, który cechuje: kult Adolfa Hitlera, akceptacja bez zastrzeżeń ideologii NSDAP i stosowanie nazistowskiej symboliki. Neohitleryzm został wskrzeszony w 1959 r. przez George’a Lincolna Rockwella w USA pod postacią American Nazi Party, w 1962 r. przyjął formę nazistowskiej międzynarodówki World Union of National Socialists z sekcjami m.in. w Wielkiej Brytanii (National Socialist Movement), Szwecji (Nordiska Rikspartiet) i Australii (Nationalist Workers’ Party). W 1965 r. w Hiszpanii powstał pronazistowski Circulo Español de Amigos de Europa; na początku lat 70. podobne grupy pojawiły się we Francji (Fédération d’Action Nationale et Européenne) i w Niemczech (Nationalsozialistische Kampfgruppe Grossdeutschland). Impulsem dynamizującym rozwój neohitleryzmu była tzw. Hitlerwelle (fala zainteresowania III Rzeszą) w RFN lat 70. (wtedy powstały takie grupy jak Aktionsfront Nationaler-Sozialisten), zaś w następnej dekadzie fascynacja nazizmem w subkulturze skinhead (ruchy takie jak Blood and Honour i Combat 18 przeniosły kult Hitlera nawet do Brazylii czy Polski). Szczególnie silnie neohitleryzm rozwinął się w USA, gdzie największe znaczenie mają National Socialist Movement i National Alliance. Karykaturalnymi przykładami amerykańskiego neohitleryzmu były z jednej strony jest Nationalsozialistische Deutsche Arbeiterpartei – Aufbauorganisation (założona w 1972 r.), niewolniczo kopiująca pierwowzór, z drugiej – Libertarian National Socialist Green Party, która doszła do wniosków stanowiących zaprzeczenie nazizmu.
Wariantem nazizmu, alternatywnym wobec hitlerowskiego, jest strasseryzm, wariant nazizmu sformułowany przez Otto Strassera (1897-1974). Strasserowcy opowiadają się za socjalną rewolucją narodową, w wyniku której powstałoby bezpartyjne państwo stanowe; Hitlera uważają za zdrajcę niemieckiego socjalizmu. Ruch strasserowski odrodził się po II wojnie światowej w Niemczech jako Bund für Deutschlands Erneuerung, potem Deutsche Soziale Union (1956-64) i Unabhängige Arbeiter Partei (od 1961), wreszcie Freiheitlische Arbeiterpartei (1978-94) Friedhelma Bussego. Idee Strassera inspirowały też neofaszystów w innych krajach, np. w Wielkiej Brytanii (jedna z frakcji National Front) i USA (White Aryan Resistance).
We Włoszech do tradycji rewolucyjnego faszyzmu 1919-22 i republiki di Salo nawiązywały na przełomie lat 40. i 50. XX w. Fasci d’Azione Rivoluzionaria. Później mussolinizm kultywowany był w szeregach Movimento Sociale Italiano (np. frakcja Tendenza Nazionale Popolare); po zwrocie MSI w kierunku narodowo-liberalnym (1990) powstały faszystowskie grupy Movimento Fascismo e Liberta oraz Lega Nazionale Popolare, a po przekształceniu MSI w Alleanza Nazionale (1995) powstało Movimento Sociale Fiamma Tricolore (Giuseppe “Pino” Rauti). Obecnie jako „faszyzm trzeciego tysiąclecia” deklaruje się włoski ruch CasaPound.
W Hiszpanii ortodoksyjni falangiści w latach 1963–1966 skupiali się w kołach doktrynalnych im. José Antonio. Po upadku frankizmu odbudowali kilka swoich organizacji: Falange Española de las Juntas de Ofensiva Nacional Sindicalista, Partido Nacional Sindicalista i Falange Española Independiente. Jedna z frakcji – FE-JONS (Autentica), utworzona 1975 przez antyfrankistowską frakcję Falangi (Miguel Hedilla) – jest przykładem faszyzmu próbującego wrócić do swoich społecznie radykalnych i lewicowych korzeni; partia ta określiła się jako “lewicowa, rewolucyjna i samorządowa”.
Po upadku komunizmu w Europie Wschodniej podjęto próbę wskrzeszenia rodzimych ideologii faszystowskich i parafaszystowskich: Czarnej Sotni w Rosji, OUN na Ukrainie (Konhres Ukrainśkych Nacjonalistiw), ustaszy w Chorwacji (Hrvatski Oslobodilački Pokret), strzałokrzyżowców na Węgrzech (Velagnemzeti Nepuralmista Part), Żelaznej Gwardii w Rumunii (Nuova Dreaptá).

## Ruchy neofaszystowskie modyfikujące ideologię
Rewizja ideologii faszystowskiej postępowała w różnych, czasem przeciwstawnych, kierunkach.
Najczęstszym sposobem modernizowania ideologii faszystowskiej po 1945 r. było poszukiwanie demokratycznej legitymizacji. Ugrupowania nurtu “neofaszyzmu demokratycznego” oficjalnie wyrzekały się totalitarnej dyktatury (zastępując ją hasłami państwa autorytarnego lub demokracji plebiscytarnej), akcentowały natomiast antykomunizm i obronę tradycyjnych wartości, takich jak rodzina, własność prywatna czy religia. W tym kierunku poszły największe ugrupowania wywodzące się z ruchów faszystowskich – w Niemczech: Deutsche Reichspartei (1950-64), Nationaldemokratische Partei Deutschlands (NPD; pod przywództwem Adolfa von Thaddena i Martina Mussgnuga, 1965-77) i Deutsche Volksunion (założona 1971 przez Gerharda Freya), we Włoszech: Movimiento Sociale Italiano (zwłaszcza 1949-69 pod kierownictwem Augusto de Marsanicha i Arturo Micheliniego), w Hiszpanii: kierowane przez Blasa Pinara Fuerza Nueva i jej następca Frente Nacional, w Wielkiej Brytanii: National Front (NF) w latach 70., a następnie British National Party Johna Tyndalla, we Francji: Front National (FN). Cechą charakterystyczną tego kierunku jest wyraźne przesunięcie się tych ruchów ku pozycjom zajmowanym dotąd przez konserwatystów. Najbardziej znaną formacją postfaszystowską, która odrzuciła pierwotne idee przyjmując charakter partii konserwatywnej, stała się Alleanza Nazionale (AN) we Włoszech.
Z drugiej strony niektóre populistyczne ugrupowania nie posiadające faszystowskiego rodowodu (jak wywodząca się z nurtu liberalnego Freiheitliche Partei Österreichs czy regionalistyczna Lega Nord we Włoszech) zbliżają się do radykalnej prawicy, przez co są klasyfikowane razem z partiami neofaszystowskimi. Również nurtowi Alt-right, funkcjonującemu na obrzeżach ruchu zwolenników Donalda Trumpa, nieraz zarzucane są właśnie neofaszystowskie koneksje.
Po II wojnie światowej częstym zjawiskiem stała się internacjonalizacja faszyzmu, wyrażająca się w zastępowaniu bądź uzupełnianiu nacjonalizmu hasłami ponadnarodowej solidarności rasowej lub cywilizacyjnej (w skrajnym wariancie mamy tu do czynienia z całkowitym zanegowaniem odrębności narodowej na rzecz Europy Unitarnej lub jedności białej rasy).
Paneuropeizm neofaszystów wynikał z poczucia schyłku dominacji Europy nad światem i jej podziału między zdominowany przez ZSRR blok komunistyczny a zdominowany przez USA blok państw liberalnych; jest to próba stworzenia narodu europ., który będzie zdolny zrzucić z kontynentu jarzmo panowania sowieckiego despotyzmu i amerykańskiego indywidualizmu. Od 1949 r. w Niemczech ukazywało się pismo “Nation-Europe”; w 1951 r. z inicjatywy Maurice’a Bardeche’a, Oswalda Mosleya i Pera Engdahla powstał w Malmö Europäische Soziale Bewegung – ESB (z udziałem m.in. MSI); w 1962 r. na kongresie w Wenecji próbowano powołać Nationale Partei Europas – Parti Nationale Européen – National Party of Europe. Najpełniej sformułował ideologię paneuropejską Jean Thiriart, który w czasie okupacji był on związany z Amis du Grand Reich Allemand, w 1960 r. przystąpił do belgijskiego Mouvement d’Action Civique (MAC), a w 1963 r. zorganizował Jeune Europe (JE) z sekcjami w 9 krajach. Thiriart swą ideę Imperium Europejskiego “od Dublina do Bukaresztu” wyłożył w książce „Un Empire de 400 millions d’hommes: l’Europe” (1964); negował w niej podział na lewicę i prawicę, a w walce przeciw satelityzacji Europy i porządkowi jałtańskiemu szukał sojuszników w świecie arabskim i maoistowskich Chinach; jego koncepcje ustrojowe zbliżały się do narodowego komunizmu inspirowanego przez Josipa Broza-Tito i Nicolae Ceaușescu. Choć JE została rozwiązana w 1969 r., jej resztki działały przez kilka lat jako Organisation Lutte du Peuple. Obecnie idee Thiriarta (już jako “Europę od Dublina do Władywostoku”) propaguje Parti Communautaire National-Européen (Luc Michel).
Inną formą internacjonalizacji faszyzmu stał się rasizm, występujący w kilku odmianach. W krajach romańskich popularność zyskał tzw. socjalrasizm, reprezentowany przez Nouvelle Ordre Européenne. Organizacja ta powstała 1951 w wyniku rozłamu dokonanego w ESB pod hasłem wierności “linii Juliusa Streichera”; jej przywódcami byli René Binet (Francja) i Guy-Armand Amaudruz (Szwajcaria). Socjalrasiści, odrzucając tradycyjny nacjonalizm, kładli nacisk na biologiczny rasizm, który uzupełniali (zwłaszcza były trockista Binet) postulatami socjalnymi; ich celem było odbudowanie potęgi Europy wzdłuż osi Berlin-Rzym dla przeciwstawienia się “negroidalnemu” kapitalizmowi USA i “mongoloidalnemu” komunizmowi ZSRR. Odmiennym, bardziej ekskluzywistycznym wariantem rasizmu był nordycyzm zawężający rasową solidarność tylko do nordyków (np. Northern League w Wielkiej Brytanii). Na gruncie amerykańskim zrodził się tzw. biały nacjonalizm, uważający białych za odrębny naród; jego brytyjską ekspozyturą była White Nationalist Party. Kolejne mutacje tego nurtu kładły coraz silniejszy nacisk na “aryjską jedność” rasową, przesuwając się od “rasowego nacjonalizmu” do “uniwersalnego nazizmu”. Do ostatecznej konsekwencji doprowadził ten kierunek Church of The Creator (COTC), utworzony 1973 w USA przez Bena Klassena. COTC propaguje materialistyczny panteizm, eksterminację ras kolorowych i znoszący różnice narodowościowe “rasowy socjalizm” w skali planety.
Pewien wpływ na ideologię NOE wywarły „duchowy rasizm” Juliusa Evoli. Jego doktryna “integralnego tradycjonalizmu” zawarta w takich pracach jak „Rivolta contro il mondo moderno” (1934) czy „Orientamenti” (1950) dokonywała rewizji faszyzmu „z prawa”. Evola krytykował faszyzm za modernizm, materializm i populizm, z ruchów historycznych ceniąc tylko Żelazną Gwardię. Głosił teorię o istnieniu ezoterycznej (gnostycznej) przedchrześcijańskiej Tradycji indoeuropejskiej, której zarzucanie pogrążało świat w dekadencji. Jedyną drogą odbudowy kastowego “państwa organicznego” miało być przyspieszenie rozkładu współczesnych społeczeństw. Zwolennicy Evoli utworzyli w 1954 r. Ordine Nuovo (Giuseppe Rauti), a w 1960 r. Avanguardia Nazionale. Evolańska koncepcja “ujeżdżania tygrysa” powiodła część z nich do terroryzmu (Ordine Nero 1973-75, Nuclei Armati Rivoluzionari 1979-82). Obecnie evolaniści zajmują się już tylko metapolityką.
W tym samym czasie ferment ideologiczny w Niemczech przyniósł narodziny Europejskiej Nowej Prawicy, łączącej idee przedwojennego rewolucyjnego konserwatyzmu i strasseryzmu. W 1964 r. powstało pismo „Junges Forum” (m.in. Lothar Penz), na przełomie lat 60. i 70. niemieccy nowoprawicowcy przystąpili do tworzenia swoich organizacji z Aktion Neue Rechte na czele. Wprawdzie grupki te miały charakter efemeryczny, ale w 1977 r. tą „nacjonalrewolucyjną” ideologię przejęła zmarginalizowana NPD. W odróżnieniu od swego niemieckiego odpowiednika francuska Nouvelle Droite skoncentrowała się – pod wpływem teorii włoskiego marksisty Antonio Gramsciego – na „metapolityce”, uznając że uzyskanie rządu dusz musi poprzedzać zdobycie władzy. Fundamentem ideologii ND jest negacja egalitaryzmu, którego źródła widziano w chrześcijaństwie (stąd neopogańskie fascynacje nowoprawicowców); metodą – szukanie naukowego uzasadnienia dla swoich poglądów. Sztandarową postacią Nowej Prawicy był Alain de Benoist (autor m.in. „Vu de droite”, 1978), najważniejszą organizację – utworzona w 1968 r. Groupement de Recherche et d’Etudes pour la Civilisation Européenne.
Różne nurty “faszystowskiego rewizjonizmu” (na równi z tradycyjnymi doktrynami faszystowskimi i populistycznymi, jak argentyński peronizm, hiszpański falangizm) przyczyniły się do narodzin nurtu narodowo-rewolucyjnego zwanego terceryzmem. Terceryzm opiera się na koncepcjach “trzeciej drogi” (między socjalizmem i kapitalizmem) oraz “trzeciej siły” (Europy między USA i ZSRR). W 1977 r. grupa młodych sympatyków MSI utworzyła organizację Terza Posizione (TP). Po rozbiciu TP przez policję niektórzy jej działacze (np. Roberto Fiore) znaleźli azyl w Wielkiej Brytanii, gdzie zainspirowali frakcję tzw. political soldiers, która 1983-86 przechwyciła kontrolę nad National Front. W 1988 r. we Francji Parti des Forces Nouvelles (radykalny rozłam z Front National) i Mouvement Nationaliste Révolutionnaire połączyły się w Troisieme Voie (TV); w Hiszpanii w tym samym roku powstała Vanguardia Nacional-Revolucionaria, a w 1989 Tercera Via Solidarista, skupiająca różne odpryski falangistów. Włoską odnogą ruchu tercerystycznego był Fronte Europeo di Liberazione (FEL).
Upadek komunizmu przyniósł kryzys terceryzmu – idea “trzeciej drogi” przestała być aktualna wobec zaniknięcia “drugiej”: komunizmu. W 1990 r. w brytyjskim NF doszło do rozłamu na Third Way Patricka Harringtona (określającą się jako “radykalne centrum” i szukającą miejsca w głównym nurcie polityki) oraz International Third Position (ITP; obecnie England First) Dereka Hollanda, pozostającą pod wpływem katolickiego tradycjonalizmu (Bractwo Św. Piusa X) oraz tradycji Francisco Franco i Philippe Pétaina. Na kontynencie z ruchu tercerystycznego wyrósł nurt identytarystyczny (francuski Bloc Identitaire, założony w 2003 r.), propagujący hierarchię tożsamości (regionalna – narodowa – europejska) w opozycji do globalizmu i szowinizmu.
Najbardziej radykalny odłam tercerystów przeszedł na pozycje nacjonalbolszewizmu, reprezentowanego przed 1939 przez Ernsta Niekischa i Nicolę Bombacciego, a na przełomie lat 60. i 70. przez “nazi-maoistowskie” ugrupowanie Lutte du Peuple – Lotta di Popolo. Do ugrupowań nacjonalbolszewickich należały PCN w Belgii, Nouvelle Résistance (rozłam dokonany w 1991 r. przez Christiana Boucheta w TV) we Francji, Nuova Azione (odprysk FEL, w 1993 r. połączony z Movimento Popolare Antagonista) we Włoszech, Nacional’-Bolshevitskaya Partiya Eduarda Limonova w Rosji. Z nacjonalbolszewizmem często łączyła się fascynacja eurazjatyzmem propagowanym przez Aleksandra Dugina.
Inna frakcja nacjonalistów inspirowała się autonomistyczną odmianą ultralewicy, przejmując zarówno metody działania (sieć nieformalnych grup zamiast scentralizowanej organizacji) jak część haseł (antykapitalizm, ekologia, współpraca międzynarodowa) – w ten sposób narodził się ruch autonomicznych nacjonalistów. Ideologiczne poszukiwania doprowadziły niektórych aż do narodowego anarchizmu. Prekursorem tego nurtu były w latach 1983–1990 inspirowane filozofią Fryderyka Nietzschego Bases Autonomas w Hiszpanii (i ich sukcesor Frente Autonomo). W 1998 r. Troy Southgate stworzył na bazie English Nationalist Movement (odłam ITP) nacjonalanarchistyczną National Revolutionary Faction. W USA reprezentantem narodowego anarchizmu jest National Anarchist Tribal Alliance.
Niektórzy spośród nieprzejednanych faszystów w ogóle zaniechali akcji politycznej i pogrążyli się w mistycyzmie. Należeli do nich Miguel Serrano i Savitri Devi, głoszący tzw. ezoteryczny hitleryzm, zgodnie z którym Hitler miał być awatarem Wisznu.